# MBrother
Миколай Якуб Яскулка (пол. Mikołaj Jakub Jaskółka; 20 декабря 1981, Освенцим, Малопольское воеводство — 15 января 2018, Бжезинка), более известный как MBrother — польский диджей, продюсер танцевальной клубной музыки из Освенцима, автор песни «Trebles».

## Биография

### Карьера
MBrother получил художественное образование в области музыкального искусства в Силезском университете в Катовице. Являлся основателем лейбла Goblin Records. В 2001 году он основал и стал главным продюсером группы Mix Masters, которая, помимо четырёх компакт-синглов и более 300 ремиксов, первой в Польше выпустила виниловый сингл в клубном стиле.
28 августа 2006 года был выпущен дебютный альбом MBrother «Just In The Mix», продвигаемый хитом-синглом «Trebles», который также завоевал популярность в нескольких странах Европы.
В Польше Goblin Records совместно с MBrother начали сотрудничество с лейблом My Music. В начале 2007 года он открыл новую звукозаписывающую компанию JPlanet Entertainment, которая начала сотрудничать с My Music. В 2008 году клубный каталог обеих компаний был объединен, в результате чего была создана компания My Dance, в которую вошли Ремигиуш Лупицкий, Доминик Урбанский, Мацей Чиш и Миколай Яскулка, который стал президентом компании. В начале 2009 года MBrother ушел с поста председателя правления и продал акции компании, переместив каталог JPlanet Entertainment.
Он выпустил больше клубных и поп-синглов в Польше, а также для артистов из Европы и США. Он также участвовал в других начинаниях, продюсируя и режиссируя музыкальные видеоклипы и новые телепередачи, не забывая работать в студии в качестве музыканта. В 2011 году было создано больше синглов и альбомов, выпущенных для других артистов, а также новые под брендом MBrother: «Party All Night» и «Vip Room». В 2013 году он выпустил новую версию Trebles под названием «Trebles 2013». В том же году вместе с DJ Cargo он начал серию концертов под названием «Launchpad Live Mix».

### Смерть
В апреле 2016 года у него диагностировали лимфому средостения. Он прошел пятую линию лечения (4 химиотерапии и лучевая терапия), но по мнению лечащих врачей, возможности в Польше закончились. Через сайт zrzutka.pl он собирал недоступные в стране средства на лечение. На своей странице в Facebook он регулярно сообщал о своем пребывании в больнице, публикуя фотографии и обновления статуса, в которых просил поклонников о поддержке. Но в результате продолжительной болезни он умер 15 января 2018 года в Бжезинке, Польша. Похоронен 19 января 2018 года на муниципальном кладбище в Освенциме.

### После смерти
8 октября 2020 года на сайте Shining Beats появилась информация о документальном фильме про Миколая. В профиле музыканта на Facebook, жена MBrother, Виолетта Яскулка, опубликовала запись, в которой говорилось:
Дорогой! Я верю в силу Facebook… Я верю, что где-то есть материалы, которые помогут в создании документального фильма о Миколае. Мой муж вложил так много сил в то, что он делал, у него было так много планов. Было бы замечательно, если бы что-то было создано в память о нем, тем более, что этого так много людей ждут. Пожалуйста, поделитесь публикацией, чтобы она дошла до еще большего количества людей. Это могут быть видео и фото с выступлений MBrother.
С того момента о фильме больше ничего неизвестно.

## Дискография (подборка)

### Альбомы
- 2006: Just in the Mix[пол.][22]
- 2006: Master Mix by MBrother — MBrother[23]
- 2007: Jump! (сотрудничество с Braćmi Forseco)[24]
- 2007: Karnawał 2008 w rytmie dance (сотрудничество с Максом Фарентидом[англ.])
- 2012: Dancefloor (2night) EP
- 2015: Hold on EP
- 2017: M.E.P. MBrother Electronica Project — New Life

### Синглы
- Trebles[пол.] (2004)[3]
- What (2004)
- Tell Me (2005)
- What (Remake) (2006)[25]
- Diabolissimo (vs. Forseco) (2007)
- I Can’t Wait No More (2007)
- Jump! (2007)[24]
- Say It (2008)
- 5 Minutes Excitement (2008)
- Bring Back (2008)